# Italienischer Taschenkrebs
Der Italienische Taschenkrebs (Eriphia verrucosa) ist eine küstennah lebende Krabbe der Gattung Eriphia aus der Familie der Eriphiidae, welche im Schwarzen Meer, im Mittelmeer und an der Ostatlantikküste vorkommt. Die Art Eriphia verrucosa wurde zum ersten Mal von Peter Forsskål im Jahr 1775 der der Region Izmir der Ägäis beschrieben. Sie ist eine benthisch lebende Spezies, deren Lebensraum sich auf Küstengebiete mit einer Wassertiefe von bis zu 15 m beschränkt. Im mediterranen Raum als Speisekrabbe beliebt, hat der Italienische Taschenkrebs als Beute und Prädator einen großen Einfluss auf das lokale Ökosystem.

## Morphologie
Der Italienische Taschenkrebs kann anhand der folgenden Merkmale erkannt werden:
Er ist ein stark gepanzerter, dorsoventral abgeflachter Krebs. Sein Cephalothorax besteht aus acht Segmenten und ist breiter als lang, er wird, wie bei allen Krabben, von einem Carapax bedeckt, dieser besitzt kein Rostrum (ein spitzer Fortsatz nach vorn, zwischen den Augen). Stacheln befinden sich an der vorderen Kante des Carapax und zwischen den Augen. Die Stacheln sind leicht gewölbt, nicht sehr spitz und relativ kurz.
Das Abdomen wird, typisch für die Krabben, nach vorn geklappt unter dem Cephalothorax getragen. Von den fünf Peraeopodenpaaren ist das erste zu asymmetrischen Chelipeden umgewandelt. Die restlichen Peraeopodenpaare sind Laufbeine. Die Pleopoden sind beim Männchen weitgehend zurückgebildet und werden bei Weibchen nur zum Tragen der Eier genutzt.

### Scheren
Die Scheren (oder Chelae) sind asymmetrisch, wobei die größere rundliche Höcker und die kleinere viele in Reihen angeordnete spitze kleinere Höcker besitzt. Farblich sind die kräftigen Scheren deutlich vom restlichen Körper durch eine rötlich-braune bis schwarze Färbung abgrenzbar. Im abdominalen Bereich sind sechs Somiten vorhanden. In Gebieten, in welchen die Beute des Italienischen Taschenkrebses zum größten Teil aus mit Schalen gepanzerten Weichtieren besteht, sind die Scheren der Individuen tendenziell größer als bei anderer Ernährung.

### Färbung
Die Färbung des Panzers ist je nach Individuum zwischen grünbraun und rotbraun, mit zufälligen Mustern von gelben Flecken über den Körper verteilt. Das Muster und die Färbung sind von Umweltfaktoren, Wachstum und sexueller Reife abhängig und können sich während des Lebenszyklus verändern. Grund der Färbung ist die Tarnung zum visuellen Schutz vor Prädatoren, welche mit Grün-, Rot- und Brauntönen eine optimale Anpassung an den mit Pflanzen bewachsenen, felsigen Untergrund bietet.
Die gelben Flecken, welche auf dem Körper verteilt sind, dienen der Eigendarstellung, Erkennung anderer Individuen und der Kommunikation. Die Färbung liegt entweder im Exoskelett selbst oder in der darunter gelegenen Epidermis und wird durch den Proteinkomplex Crustacyanin (CRCN) durch Umwandeln des Carotinoids Astaxanthin gebildet. Die gesamte Färbung ergibt sich aus Pigmenten auf dem Exoskelett sowie der Variation von Chromatophoren in der Epidermis. Die Konstellation und Anzahl der Chromatophoren bilden für jedes Individuum ein einzigartiges Muster und sind der Grund für die englischen Trivialnamen des Italienischen Taschenkrebses „warty crab“ oder „yellow crab“.

### Geschlechtsunterscheidung
Die Unterscheidung zwischen den Geschlechtern erfolgt durch das Überprüfen des eingeklappten Abdomens. Bei Männchen sind die Klappen eher klein und dreieckig, während die Weibchen große ovale Klappen besitzen. Die vorderen beiden Pleopodenpaare sind bei Männchen zu Gonopoden umgewandelt. Zusätzlich können Weibchen während der Brutzeit von Mai bis Juni an getragenen Eiern unter dem Pleon erkannt werden.
Weibchen und Männchen des gleichen Alters unterscheiden sich in der Körpergröße mit dem Verhältnis zwischen Gewicht und Carapaxlänge, in der Form Gewicht = 15.02×Carapaxlänge0,3228 für Männchen und Gewicht = 8,86×Carapaxlänge0,4073.
In verschiedenen Untersuchungsgebieten wurde eine maximale Carapaxweite von bis zu 10 cm sowie eine maximale Carapaxlänge von 6,1 cm bei Männchen und bis zu 7 cm Weite und 5,5 cm Länge bei Weibchen gefunden.

## Taxonomie
Der Italienische Taschenkrebs wurde 1983 von Rupert Riedl der Familie Xanthidae zugeordnet. Die Eriphiidae werden häufig als Unterfamilie der Xanthidae erwähnt. Obwohl Ähnlichkeiten vorhanden sind, ist der aktuelle Stand der systematischen Einteilungen eine Trennung in zwei unterschiedliche Familien, bei welcher E. verrucosa der Familie der Eriphiidae zugeordnet wird.

## Habitat
Der Italienische Taschenkrebs lebt benthisch in Felsspalten, wobei bei der Auswahl nicht zwischen natürlichen Felsformationen und von Menschen geschaffenen wie Mauern oder Gebäuden in der Brandungszone differenziert wird. Entscheidend ist die Größe der Öffnung im Gestein. Der Bau kann abhängig von der Tiefe, in welcher er sich befindet, in zwei Kategorien unterteilt werden.
Die Felsspalten, welche im flachen Gewässer knapp unter der Gezeitenlinie in einer Wassertiefe von bis zu 2 m liegen und von vielen Pflanzen bewachsen sind, werden häufig von jüngeren und kleineren Krabben bewohnt.
Felsspalten an den äußeren Grenzen von Steinküsten, mit einer Wassertiefe von 2–15 m, werden von größeren Individuen bewohnt. Bei diesen kann deutlich das Abtragen von Sediment und das Zurechtstutzen von Pflanzen im Eingangsbereich der Spalte beobachtet werden. Ein Erkennungsmerkmal der von Krabben bewohnten Felsspalten ist, dass sich vor dem Spalt Schalenfragmente der zur Beute gewordenen Tiere ansammeln. Die Ansammlung von Schalen ehemaliger Beute vor dem Bau wird mit tieferem Gewässer wahrscheinlicher, da im flachen Gewässer Strömung und Wellengang für Zerstreuung sorgen.
Der Abstand zwischen den bewohnten Felsspalten steigt mit der Größe der Bewohner und liegt zwischen 6 und 20 Metern. Diese Abstände sind die Auswirkung des Aktivitätsradius von E. verrucosa um den eigenen Bau. Das Territorialverhalten, welches sich in gewalttätigen Kämpfen mit hoher Verletzungsgefahr für die Teilnehmer äußert, sorgt für die unregelmäßigen Abstände zwischen den bewohnten Felsspalten.

## Ernährung
Der Italienische Taschenkrebs ernährt sich räuberisch von Muscheln, Gastropoden, Einsiedlerkrabben, Mollusken und Polychaeten. Die Scherengröße hat direkten Einfluss auf die Ernährung, da mit steigender Scherengröße die Möglichkeit auf größere Beutetiere mit härterer Schale, wie Muscheln, andere Krabben und mit Schalen gepanzerte Mollusken, steigt. Abhängig von Umweltfaktoren variiert die Morphologie der Scheren und mit ihr, die Art der Beute.
Der Italienische Taschenkrebs ist normalerweise in der Dämmerung und nachts aktiv, um tagaktiven Prädatoren zu entgehen. Der Tag wird im Bau verbracht und erst zur Futtersuche zu Beginn der Dämmerung verlassen. Die Futtersuche findet für gewöhnlich nur in der Nähe des Baus statt. Wenn sich E. verrucosa weiter vom Bau entfernt, wird die Beute in die Nähe des Baus getragen, bevor sie verzehrt wird. Je größer die Beute, desto wahrscheinlicher ist es, dass die Krabbe erst die Nähe des Baus sucht. Dieses Verhalten ist auch der Grund für die Ansammlung von Schalenrückständen der Beutetiere in der Nähe des Baus.

## Fortpflanzung und Entwicklung
Die Fortpflanzung findet extern und getrenntgeschlechtlich statt. Der Italienische Taschenkrebs zählt zu den Heterotremata, einer Gruppe von Krabben, bei welchen die Geschlechtsöffnungen der Weibchen am Sternum und bei den Männchen an dem zu Gonopoden umgewandelten ersten Pleopodenpaar liegen. Im Frühjahr wandern die Individuen ins flache Gewässer. Die Paarungszeit dauert von Mai bis Juni und ist von Umweltfaktoren wie Sonnenstunden, Wassertemperatur, Ernährung und Salzgehalt des Wassers abhängig. Bei der Paarung wird das Weibchen unter Einsatz seiner Scheren vom Männchen auf den Rücken gelegt. Anschließend werden Spermatophoren mit Hilfe der Gonopoden und einer Klebesubstanz an die sternale Geschlechtsöffnung geheftet. Die Spermatophoren werden direkt im weiblichen Genitaltrakt gelagert. Sie sind im Vergleich zu den Spermatophoren anderer Krabbenarten, bei welchen die Befruchtung nicht direkt stattfindet, relativ klein und eher rundlich. Die Form ist durch das eventuelle Blockieren des Genitaltraktes des Weibchens zu erklären, da durch das Verstopfen eine erfolgreiche Paarung mit anderen Männchen unterbunden wird.
Zusätzlich gehören sie zur Gruppe der Pleocyemata, was bedeutet, dass die Weibchen die Eier an ihr Pleon geheftet mit sich herumtragen. Das Pleon der geschlechtsreifen Weibchen ist breiter als das der Jüngeren oder das von Männchen, um die befruchteten Eier zu schützen.
Die Entwicklung der Eier kann anhand des Aussehens in verschiedene Stadien eingeteilt werden. Stadium eins sind kürzlich produzierte Eier, welche an einer leichten gelben Färbung erkannt werden können. Embryonale Pigmentation ist noch nicht zu erkennen. Das zweite Stadium beginnt mit der erkennbaren Pigmentation des Embryos und einer Verfärbung der Eimasse hin zum bräunlichen.
Im dritten Stadium der Eier kann man den deutlich entwickelten Embryo erkennen. Mit zunehmendem Alter der Eier verdunkelt sich die Färbung zunehmend.
Der Schutz des Weibchens endet mit dem Schlüpfen der Larven. Männchen zeigen kein Brutschutzverhalten, jedoch wurde für einen kurzen Zeitraum nach der Paarung ein Beschützen des Weibchens beobachten, welches jedoch auch dem Abwehren von Rivalen zugeschrieben werden kann. Nach dem Schlüpfen durchlebt die Larve vier Metamorphosestadien von Zoelope zu Megalope, bis sie schließlich zum juvenilen Tier wird. Bis das Tier das adulte Alter erreicht hat, durchläuft es noch mehrere Häutungen.

## Verbreitung
Der Italienische Taschenkrebs ist weit verbreitet. Er kann im Schwarzen Meer, im Mittelmeer und an der Ostatlantikküste von der Bretagne bis nach Mauretanien und den Azoren gefunden werden. Obwohl der an Küsten gelegene Lebensraum bis zu einer Wassertiefe von 15 m bewohnt wird, besteht eine größere Abundanz an vor direktem Wellengang geschützten Küsten.

## Nutzung und Verzehr
Der Italienische Taschenkrebs hat im Mittelmeerraum aufgrund des hohen Proteingehalts sowie der Menge an essentiellen Aminosäuren und ungesättigten Fettsäuren, einen vergleichsweise hohen kommerziellen Wert und kann saisonabhängig häufig auf den lokalen Fischmärkten gefunden werden. Im Schwarzen Meer zählt sie als größte Krabbe mit einer Carapaxweite von bis zu 10 cm, wird jedoch weniger als Speisekrabbe genutzt.
Das Krabbenfleisch weist nach mehreren rezenten Studien einen Proteingehalt von durchschnittlich 20 % auf. Der Proteingehalt ist somit höher als der anderer essbarer Krabben, welche im Mittelmeerraum verzehrt werden. Zusätzlich wurden durchschnittlich 2,35 % Asche im Muskelgewebe nachgewiesen.

## Ökologie
Im Schwarzen Meer wird der Italienische Taschenkrebs als Indikatorart für Schwermetallbelastung verwendet. Metallanreicherungen wurden an Küstenstädten nachgewiesen und auf den Industrialisierungsgrad der Region zurückgeführt. Da ein einfacher Zusammenhang zwischen Schwermetallen in der Umwelt und im Organismus nachweisbar ist, eignet sich E. verrucosa als Bioindikator für die Schwermetallbelastung. Nach Analysen aus dem Jahr 2015 wurde bei E. verrucosa jedoch kein für Menschen gefährlicher Metallgehalt im verzehrbaren Fleisch festgestellt.